# Torre de la Ciudad de la Ópera
La Torre de la Ciudad de la Ópera de Tokio (東京オペラシティ Tōkyō Opera Shiti?) es un rascacielos situado en Shinjuku, Tokio, Japón. Finalizado el 8 de agosto de 1996, tiene una altura máxima de 234,4 metros y cuenta con 54 pisos; actualmente es el segundo rascacielos más elevado de Shinjuku y el undécimo de Tokio. La estación de metro más cercana a la Ciudad de la Ópera es la estación de Hatsudai.

## Uso
El rascacielos alberga el Nuevo Teatro Nacional de Tokio en sus pisos inferiores. Los pisos entre el quinto y el cincuenta y dos están reservados a espacio de oficinas, las empresas más conocidas establecidas en él son Microsoft y Apple